# ウッドストック (漫画)
『ウッドストック』（Woodstock）は、浅田有皆による日本の音楽漫画作品。『週刊コミックバンチ』（新潮社）にて2008年13号から2010年39号（休刊号）まで連載され、その後『月刊コミック@バンチ』（同）にて移籍し2011年3月号（創刊号）から2014年10月号まで連載された。
ロックを愛する主人公の青年・成瀬 楽を中心にバンドを結成し、音楽活動を行っていくストーリー。

## 概要
舞台は現代日本であり、主人公たちインディーズバンドの音楽活動を描いた作品であり、ウッドストック・フェスティバルを始め、過去に実在した（もしくは現在も活動している）様々なミュージシャンの名前が登場する。もともとは音楽で生計を立てようと考えていたほど音楽好きな浅田有皆の念願が叶った作品である。
あまり有名ではないマイナーなミュージシャンの名前も頻繁に登場し、現役のミュージシャンたちからは、単行本では帯にコメントが寄せられている。
以下に示すようにミュージシャンそれぞれコメントを掲載している。
- 1巻：MONGOL800
- 2巻：TRICERATOPS
- 3巻：マーティ・フリードマン（元・メガデス）
- 4巻：鮎川誠（シーナ&ザ・ロケッツ）
- 5巻：つしまみれ
- 6巻：NICO Touches the Walls
- 7巻：今井寿（BUCK-TICK）
- 8巻：LINDBERG
- 9巻：神聖かまってちゃん
- 10巻：月刊コミック＠バンチ告知のため、帯コメント掲載なし
- 11巻：雅-MIYAVI-
- 12巻：陰陽座
- 13巻：Aldious
- 14巻：シシド・カフカ
- 15巻：LAUGHIN' NOSE
- 16巻：LOUDNESS
- 17巻：横道坊主[5]
- 18巻：プールイ（BiS[6]）

## あらすじ
時は現代・東京。世間ではメンバーの顔も正体も全く不明の謎の音楽配信バンド「チャーリー」 (Charlie) が、音楽シーンにて話題を呼んでいた。
主人公・成瀬 楽は引っ込み思案で冴えない運送業者の青年だったが、ロックをこよなく愛し、伝説のロックフェス・ウッドストック・フェスティバルに憧れる人物だった。実は、チャーリーは音楽への強い思いから立ち上げた、楽が1人だけで作詞・作曲・演奏・編曲すべてを行っていたネット上だけの架空バンドだったのである。
そんな中、ライブハウスの店長・新山椎奈や、同じ運送業者で働く町田要と出逢ったことで楽の生活に変化が現れ始める。

## 登場人物
表記は、本名 / ステージネーム

### チャーリー / Charlie
楽がネット上に作った架空バンドだったが、後に椎奈・サイ・鈴音が加入し、実際に活動を行うバンドとなる。本作のメインとなるバンドであるが、実際に演奏するのは1960年代のウッドストック・アーティスト（ジミ・ヘンドリックスなど）のような音楽ではなく、1970年代以降のパンク・ロックであり、あくまでウッドストックは“目標とするライヴ”として指針にしている。バンドとしては結成したばかりで未完成な部分も多いが、その音楽性は観客を大いに魅了し、RRC編では審査員の評価は低かったものの、観客の評価は全バンド中トップであった。是ヶ非いわく、クレイズと同様旧来のロックの定義を覆す新しいサウンドの可能性があるという。
成瀬 楽（なるせ がく）/ GIM
パート：ギター、コーラス、作詞・作曲、リーダー
本作の主人公。21歳。丸八運送会社社員。山口県周南市出身。
純粋に音楽を愛してやまない青年。天然パーマで、茶髪（子供の頃からこの色だったため、染めているわけではない）。大人しくおっとりしているため、髪型も含め「羊」と呼ばれることがある。
本人は自覚していないが卓越した作曲能力や音楽センスを秘めている。ギターの腕は確かであるが、ステージでの経験は浅く、ハプニングには弱い。また、1度もバンドを組んだことがなかったため、他のメンバーの音を聞き分けるのが苦手であるなど、不安定な部分が多い。しかし、音楽に対する純粋な想いから奏でられる演奏は周囲の多くの者を魅了し、自身が作ったチャーリーの曲は椎奈やサイに大きな衝撃を与えている。
初期の愛用ギターはギブソン・レスポール・ジュニアのシングルカッタウェイであり、楽が尊敬するギタリスト ジョニー・サンダースの使用したモデルである（ただし、サンダースの使用したのはダブルカッタウェイでTVモデル）。後半は1958年製レスポールを譲り受けて使用するが、これは実在のモデルであり1996〜1997年にギブソンから「Historic Collection Les Paul 1958 Gold Top Mary Ford Model 」として限定50本で制作・販売された。エルボーガード（アームレスト）が装着された非常に珍しいモデルである。
エフェクターはオーバードライブ・ファズ・ワウペダルを使用。好きなアーティストにダムド、セックス・ピストルズなどのパンク・ロック、UKロック、'80年代の日本のインディーズバンド、ジミ・ヘンドリックス、ニール・ヤングなどを挙げている。タバコは吸えない。
非常にシャイで人付き合いの苦手な青年だったが、椎奈と出会ったことで徐々に社交的な性格へと変わっていく。しかし、未だにその名残りはあり、観客を意識することが苦手なため、現在はステージ上のパフォーマンスなどを積極的に学ぼうと奮闘している。チャーリーのリーダーでもあるが、その性格故に押しが強くはなく、当初は実質的にサイがバンドを指揮していた状態だったが、バンドを続けることで精神的に成長を遂げ自身を身につけ、リーダーとしての貫禄を見せるようになる。
新山椎奈（にいやま しいな）/ siina
パート：ドラムス
ライブハウス「Boot Boy」のチーフにしてドラマー。22歳。楽いわく、アヴリル・ラヴィーン似の美人でクールな女性。茶髪のロングヘアーでスタイルも抜群。サイからはそのスタイル故に「ホルスタイン」と呼ばれている。
姉御肌な女性で、メンバーの中で1番の常識人なので実質的にチャーリーを切り盛りしているツッコミ役で、ある意味 苦労人。しかし面倒見はよく、色々と情報も仕入れてくるので何かと頼りにされている。性格は非常に友好的でバンド関係の交流の幅も広いため色々と顔が利く。ヴィヨンド・ザ・エルサレムなど、友達のバンドも多い（後述）。しかし根本的にはかなり気が強く、ロッカーらしい性格をしており、サイとシンクロすることが多い。何かと面倒を起こすメンバーに時折 鉄拳制裁も飛び出すなど、立場としては最も強い。
ドラムの腕は女性ながらパワーは負けておらず、確かなグルーヴ感を持っていて、楽にはシンディ・ブラックマンばりだと評されている。バンドの経験も豊富であり、ハプニングにも冷静に対処できる。目標とするドラマーはグランド・バッカスの白（後述）。もともとは親がジャズ奏者だったため、ジャズドラムから入っており、デッド・ケネディーズを聴いたことによりロックの世界に入るようになる。良いと思ったものはジャンルを問わず聴くタイプであるため、メンバーの中で音楽性の幅は最も広いと言える（ただし、それ故に楽とサイのマニアックな音楽の会話にはついていけない模様）。喫煙者で、タバコはセブンスター・ブラック。火をつける際にはマッチを使う。大型バイクに乗っている。
第二部から徐々に楽を男性として意識し始めている。また、「Boot Boy」が閉店してしまったため現在は洋服店で働いている。
名前の由来はラモーンズの曲「Sheena Is a Punk Rocker」から。
町田 要（まちだ かなめ）/ psy
パート：ベース
楽と同じ丸八運送会社社員の青年。かつては黒髪だったが現在は金髪。
元はインディーズの超大物バンドであるグランド・バッカスのベーシストであり、当時は「Psy（サイ）」と名乗っていたが、チャーリーの曲を聴いたことで衝撃を受け、グランド・バッカスを脱退。その後、丸八運送会社に勤務するようになり、楽と出会い、楽から誘われチャーリーに加入。
ベースのテクニックはメンバーの中でもずば抜けて優れており、重戦車のようだと評されている。RRC編でも審査員からは「テクニックは大会トップクラス」と言われるほどの実力で彼自身も腕にはかなりの自信を持っているが、決してその才に溺れることがなく、むしろ誰よりも多く練習する努力家。また、ライヴ経験も豊富の百戦錬磨で、演奏中にトラブルが起こっても全く動じない、チャーリーの頼れるリズム隊。メンバーの中で最も知名度が高い。
演奏はピックを使わないフィンガー・ピッキングであり、チョッパーで弾いている。楽からはストラングラーズのベーシスト ジャン＝ジャック・バーネルの音に似ているが、バーネルを超えているとまで評されている。本職はベーシストだが、ギターも弾く（ステージで弾いたことはない）。好きなアーティストにセックス・ピストルズ、ザ・リバティーンズ、the 原爆オナニーズ、奇形児、MASTURBATIONを挙げており、根っからのパンク嗜好。
性格は非常にマイペースで、唯我独尊。自分の思ったことは相手が誰であろうと何でも口にしなければ気が済まないタイプであり、それ故に頻繁に揉め事を起こすがケンカは弱い。典型的なK・Yキャラであり、似たような性格の鈴音とは折り合いが悪く、何かと口論している。それでいて天然な発現も多い。しかし音楽に関してはストイックなほど真面目で、「一切妥協はしない」「自分の音にこだわり続けたいだけ」と語る心身ともに最もロッカーらしい人物で、その点では周囲から信頼されており、音楽的実力ではメンバー中トップなので、アドバイザーとしての役割も担っている。
人付き合いも良いとは言えず、作中でまともに名前で呼び、友人として接しているのは楽だけ。性格は全く違うのだが楽とは非常に気が合い、音楽も含めた色々な話題で談笑していることが多い。趣味はアクアリウムであり、家は水槽だらけ。喫煙者で、たばこはマルボロ。現在でもほとんどの者から「サイ」と呼ばれている。鈴音からは「K・Y」と呼ばれている。
使用ベースのモデルは不明。主にレフティベースを使用しているが、右利き用のベースも難なく演奏してしまうというかなりの器用なスキルを持つ。後に判明するが、実は子供の頃は右利きだった。中学の頃、音楽に興味はあったものの演奏に全く興味はなかった彼であったが、幼馴染で想いを寄せていた女性でベーシストの五月が兄の白と共にバンドを組んでおり、彼女が左利きだったためそれを真似て左利きでベースを演奏するようになり、現在では箸なども左手で扱える。つまり、現在は両利き。
車はミニ・クーパーを所有していたが、チャーリーのツアーのために売ってライトバンを購入した。
第二部開始直後、チャーリーを脱退し、アメリカへ行くことを宣言してしまう。その理由は先述の五月がアメリカでプレイしていたバンドより医療を優先して脱退することにしたが、他のメンバーがそれを許さず、五月と同レベルのベーシストを連れてくることを要求したため、やむなくサイを選んだというものだった。渡米前にメンバーで初のレコーディングをし、脱退ライブを行い、自ら作曲した曲を残ったメンバーに送り、最後に「楽...... ギターをぶっ壊せ」と言い残し去っていった。
前田鈴音（まえだ すずね）/ sioux
パート：ボーカル
16歳の女子高生。よく眠るが背が低いのが特徴。祖父が空手の道場を開いており、幼少時から空手を習っており、ヤクザを1撃でノックアウトする、大会では圧倒的強さで優勝するなどかなりの腕前。通称「スウ」。
当初はチャーリーも含め音楽に全く関わらなかった。楽に「ボーカルやってくれないかな」と誘いを受けるが、1度は断る。その理由は、小さい頃は音楽が好きだと公言していたのだが、慕っている父親がかつて自分が産まれたせいで経済的な理由から好きなバンドをできなくなったと思い込んでいたためであり、以降 意図的に音楽を避けるようになり、嫌いだと言うようになってしまっていた。しかし、心の奥では音楽に対する純粋な想いを秘めている。後に、父がバンドをやめた真意が「マネージャーになって色々なバンドをこの手で送り出したい」というものだったことを知り、改心する。誘いを受け、サイにも実力を認められチャーリーに正式加入した。
音楽に関して全くの素人だったため、ボーカルとしての実力は未完成で荒削りであるが、空手で鍛えられた声量は川面を揺らすほどで、楽たちの出す音に負けないパワーとインパクトを持つ。音程のズレなどはあるが、俗に言うヘタウマで、ジョニー・ロットンのようだと評されることが多い。また、楽と同様 経験の浅さから来る失敗をしてしまうこともある。本人の中ではチャーリーの評価が今ひとつ高くないのは自分が未熟なせいなのではという葛藤もある。音楽的嗜好を語ることは少ないが、1番調子が出る曲としてマイケル・ジャクソンの「BEAT IT」を挙げている。密かにギターの練習にも取り組んでおり、パンク・スピリッツ編にて1曲だけだがギター＆ボーカルを披露した。
サイと同様に自分の思ったことは誰であろうと何でも口にしてしまう。ただし、本人によると自分は空気を“読めない”のではなく、“読まない”のだという。メンバー最年少であるにもかかわらず、敬語を全く使わず、下手に出ることはまずない気の強い性格。現役女子高生であるが、ファッションなどに無頓着でメイクもしないため、ライヴのときには友人のマリがコーディネートしている。
父親は超大物バンドであるグランド・バッカスのマネージャーを務めていて、元グラバのサイとの関係を懸念していたが、ツアーに出る直前に打ち明けた。
名前の由来はスージー・スー(Siouxsie Sioux)から。
勝田 清春（かつた きよはる）
パート：ギター → ベース
雷怒のかつての親友で、元・RAW POWERのリードギタリスト。純粋にサウンドを追求するギタリストだが、調子に乗ってドラッグに手を出したことで雷怒からRAW POWERを辞めさせられてしまった。親友だった雷怒の言葉に深いショックを受け、自分が裏切られたと捉え雷怒に復讐と称しKBMでドラッグを捌くようになる。しかし、対チャーリー戦で楽のギターから、雷怒自身は決して勝田のことを恨んではおらず何があっても親友だと考えていて、その気持ちは変わっていなかったことが伝わり、自分の愚かさと敗北を認める。
ドラッグに手を出したりはしているものの中毒になっているわけではなく、あくまでロックの飾りのようなものとしか捉えておらず、ドラッグに固執しているわけではない。「カカカカ」と笑うのが口癖。
ギターの腕はかなり高く雷怒には天才と評されており、「上手い・下手以前に、こんな音を出せるギタリストは他にいない」とのことで、ギタリストとしての実力は作中トップクラス。使用ギターはギブソン・ES-335。
KBM編後、渡米することにした矢先リブラックのシヴァにナイフで刺され、重傷を負うがアメリカ行きの飛行機に居合わせた五月に助けられ、命を救われる。その後アメリカで五月とサイの関係とサイのチャーリー脱退を知り、チャーリーのベースを依頼され帰国。チャーリーのCD発売記念ライブに飛び入りで参加し、楽たちにも認められメンバー入りした。ベーシストとしてはサイとはタイプは異なり、チョッパーではなく、ギタリストの様な弾き方と評されている。トリッキーなプレイが目立つが、実際は演奏全体を見て演出しているためとても合わせやすいという。使用ベースはフライングV。

### チャーリー（フェイク） → オズワルド / Oswald
チャーリーの正体が全く不明だったため、その人気に便乗しメジャーになろうと企むニセのチャーリー。メンバーは4人。楽が作ったものと同じ曲を演奏するが、その根本には激しい憎悪を秘めており、雰囲気はオリジナルとかなり異なっている。しかし、演奏テクニック自体はかなりのものであり、何が何でもメジャーに行こうとする気持ちは凄まじい。当初はコピーバンドだったが、後にアレンジを多用し自らの音を表現するようになる。最終的にRRCではオリジナルに点数で勝利したものの、真の勝者がオリジナルであることと、コピーではクレイズのような存在には勝てないことを認め、自ら解散し更なる高みを目指すことになる。後にバンド名をオズワルドとして活動を始める。
Jin（ジン）
パート：ボーカル&ギター
かつてガーディアンというバンドに在籍していたが、グランドバッカスとの競り合いに敗北し、結局メジャーと契約することができなかった過去がある。
口が悪く、唯我独尊な性格だが、向上心は高くテクニックは一流。プライドは高いが自ら敗北を認めるだけの度量は持っており、クレイズやチャーリーのことも内心認めている。当初はボーカルのみだったがギターも兼ねるようになる。

### ロウ・パワー / RAW POWER
広島県出身の4人組バンド。ボーカルの雷怒のほぼワンマンバンドとなっている。かなり激しいパンクロックであり、ミラージュ・4リアルと共にインディーズ3TOPと呼ばれる実力派バンド。雷怒があまりに奔放なため他のメンバーはいつも苦労している。
雷怒（ライド）
パート：ボーカル
豪快な広島弁で喋るRAW POWERのボーカル。ステージでは上半身裸体で、髪は金髪の長髪。イギー・ポップに酷似している。
ザ・ストゥージズを聴いたことでパンクロックの世界に入った経緯があり、バンド名「RAW POWER」もザ・ストゥージズの曲名及びアルバムのタイトルから来ている。“ロック&バイオレンス”を売りとしていて、ステージ上ではナイフで自らを傷つけたり、挙句の果てには自らのペニスを露出させるといった過激パフォーマンスを行う。下ネタ的発言が多く、非常に喧嘩っ早い人物で、揉め事が絶えない。しかし、悪人という訳ではなく、純粋に音楽を楽しんでいる人物であり、そういう意味では楽と同類と言える。お祭り騒ぎが大好きで、観客と呼応し1つになり楽しむことを最高の喜びとしていて、ライヴを一種の性行為のようなものだと考えている。RRCに参加はするものの、優勝や審査員の評価には興味を示さない（他のメンバーはメジャーに行くことを切望しているのだが）。RRC編にてスウに惚れてしまい、彼女を「お嬢」と呼んでいる。
ボーカリストとしての実力は高く、音楽はテクニックではなく魂だと考えている。サイからは「自らの生き様を音に乗せて言葉を伝えるボーカリスト」と評され、スウの目標にもなっている。
楽のことを「ヘタレ」と呼び、小馬鹿にしたような態度をとっていたが、広島編の対サイコビリー戦の後から「楽」と呼ぶようになる。内心では楽のギターはかなり気に入っていて、「勝田を除けばこの世で自分が唯一良いと思ったギター」と語っている。是ヶ非からは「悪趣味」「変態」と評され、嫌われていて、クレイズからも「古い」など酷評されている。

### ミラージュ / Mirage
大阪出身の4人組バンド。3TOPのひとつ。RAW POWERやチャーリーとは異なり、あまり激しい雰囲気は見られない。楽いわく「ハードなビートルズみたい」とのこと。是ヶ非のボーカルが光っているが、決して是ヶ非のワンマンではなく、確かな実力のバックがアンサンブルとなっており、まるで砂漠の遠くに見える幻影のようなサウンドから、Mirage（ミラージュ）となっている。モデルはオアシス。
是ヶ非（ぜがひ）
パート：ボーカル&タンバリン
大阪弁で喋るミラージュのフロントマン。常にロイド型のサングラスをかけており、ジャージを着ている。歌唱力はかなりのもので、顔も広い。リアム・ギャラガーと酷似した歌い方をする。友好的な性格で、当初から楽を気に入っており、気さくに色々なことを話してくれる人物。サイのこともグランド・バッカスの頃を知っていたらしく、初めて顔を合わせた際 思わせぶりな言葉を掛けている。4リアルとも仲がいい。しかし思ったことははっきりと口にする性格でもあり、雷怒とは折り合いが悪く酷評している。
面倒見がよく、何かとチャーリーの面々を気に掛けていて、クレイズなど業界の情報を教えたりしている。喫煙者。
自己表現のために音楽をやっていたはずなのに、いつの間にか点数を求めている自分がいることに悩んでいるらしい。

### 4リアル / 4-REAL
長野県出身の3人組バンド。音楽性や演奏の詳細は未だに描かれていないため不明だが、RRC編では3TOPの中で最高得点を記録する。ヒッチハイクでツアーをしているというどこか変わったバンド。
写楽（しゃらく）
パート：ボーカル&ギター
4リアルのフロントマン。他のバンドと比べると非常に礼儀正しく、常に敬語で話す。

### ヴィヨンド・ザ・エルサレム / Beyond The Jerusalem
北海道出身の3人組ガールズバンド。かつて椎奈が別のバンドをやっていた頃に出会い友達となった。RRC編では予選で3位になるほどの人気を得ている。
乱子（らんこ）
椎奈の友人の女性。モヒカン頭で、北海道弁で喋る。

### クレイズ / Craze
わずか16歳の高校生バンド。ギター＆ボーカル、ベース＆DJ、ドラムスのメンバー構成である3人組。現在、3TOP以上に最も注目されているインディーズバンドで、若手ながら独特のカリスマ性を持った天才。ずば抜けて技術的に上手いというわけではないのだが、全く新しいモダンかつハードなパンクロック“NEW WIND”を演奏する。ライヴではまるで教祖を崇めるかのように観客が騒ぐ。絶対の自信を持ちながらも、俗物には全く興味を示さず自分たちの音を追求していく。サイいわく、楽と正反対で光と影のようなバンドだという。
RRCでは得点トップを叩き出したが、優勝は辞退した。もともと他のメジャーレーベルと契約することに決まっており、RRCに出場したのはチャーリーに興味があったため。
日本のロックバンドCRAZEとは無関係。
ザジ
パート：ギター＆ボーカル
クレイズのフロントマン。黒髪の長髪。激しい音楽性でありながらジョン・レノンのような独特の歌声を持ち、聞くものに安らぎを与える。16歳とは思えない凄まじいオーラを放っていて、雷怒のような相手にでも全く臆することなく意見する。その一方で楽のことは気に掛けている模様。ギターはギブソン・SGを使用。セックス・ピストルズの「GOD SAVE THE QUEEN」のTシャツを着ていることが多い。

### グランド・バッカス / Grand Bacchus
つい最近メジャーデビューした超大物バンド。かなりの人気を誇る。かつてサイが在籍していた。略称「グラバ」。鈴音の父がマネージャーを務めている。しかし、サイ自身は不満があったらしく、あまりいい評価をしていない（詳細は不明）。
白（クロ）
パート：ドラム
グランド・バッカスのドラマーで、サイの兄。サイとは正反対にお調子者でノリがよく、子供っぽい人物。ステージネームだが、白と書いてクロと読ませている。椎奈の目標とするドラマーで、椎奈いわく日本最高クラスの実力であり、そのドラミングはザ・フーのドラマー キース・ムーンに似ているとのこと。音楽的価値観もサイとは反対で、自らの音を追及するだけのインディーズよりもメジャーに関心が高く「誰からも認められる職人」を目指している。九鈴いわく、他人を誉めることはほとんどないらしく、「鬼の白」と呼ばれている。
九鈴（くりん）
パート：ベース
グランド・バッカスのベースを務めている少女。16歳。サイがグランド・バッカスを脱退した後、全国から募集されたオーディションをくぐり抜け、ベーシストの座を勝ち取った。
北海道出身で、高校生だったが退学し音楽活動に専念。鈴音と同い年で、同様に気が強く小柄（鈴音よりわずかに背が高い）。自分のベーシストとしての実力にかなりの自信を持っているが、それに見合う実力も持った天才。しかし、サイの後任という立場に反感を抱いており、サイをライバル視している。

### リブラック
勝田が率いる、変幻自在のサウンドを繰り出すスーパーバンド。スラップスのリーダーで、ライブハウス・KBMでドラッグを売っている。勝田を除きメンバー全員が福生のアメリカ人の軍人と元・軍人で構成されている。
勝田 清春（かつた きよはる）
パート：ギター
チャーリー / Charlie参照
シヴァ・リチャードソン
パート：ボーカル
アメリカ人で現役軍人だが、「10の声を持つ男」と言われるほどの歌唱力を持っており、何重もの和音を歌うことができる。多くのメジャーレーベルから軍人から歌手への転向を誘われている。しかし性格は高飛車でKBMでドラッグを捌く筆頭でもあり、勝田からは「ゴロツキ」と評されている。
後に麻薬及び向精神薬取締法違反で逮捕されている。

### 各バンドメンバーの家族・友人・関係者
田島 剛（たじま つよし）
愛称：ゴウちゃん。楽の高校時代の友人の男性。山口県から突然東京にやってきて楽の家に押しかける。アフロ頭。楽と異なり山口弁を豪快に喋る。
非常に奔放なお調子者で、美人に弱く椎奈やマリにベタ惚れしていて、周囲をほとんど省みないが明るい性格から憎めないキャラクターとなっている。音楽には疎く楽器も弾けず、聞くのはアイドルだけらしいが、楽を非常に気に入っておりいつもバンド活動を応援している。実家と反りが合わない楽を心配しており、本人としては楽の保護者のつもりらしい。
当初は無一文で東京に来たニートだったが、後に建設業の仕事を始めるが、奔放な部分は全く変わっておらず、チャーリーの武者修行ツアーにも同行している。一応現在はマリと付き合っているつもりらしいが、実際は金ヅルにされているだけ。
マリ
スウの高校の友人の少女。派手好きでアクティブな、いかにも「今時の女子高生」といった女の子。音楽好きで、色々な曲を聴くが特にグランド・バッカスとチャーリーに心酔しており、メンバーのファン兼友人として交流を持ち、ツアーにも同行する。バンドや空手などやりたいことがある周囲を羨ましがっているが、チャーリーは本気で好きになれそうだと語っている。
RRC編ではあまりにファッションに無関心なスウのステージ衣装をコーディネートした。

## 作中登場する楽曲

### 作中オリジナル曲
I hate you I hate me
チャーリーの代表曲。1曲目かラストに演奏されることが多い。楽のギターソロも入るハードなナンバー。
1985
チャーリーの曲の中では最もアレンジの効いたフックの強い曲であるとのこと。
メシいらねぇ
「I hate〜」と共にチャーリーの代表曲となっている。INUの「メシ喰うな!」、ザ・スターリンの「メシ喰わせろ!」（後の「ワルシャワの幻想」）に対する答えとして作られた曲。

### カバー
蛍の光
ガガガSPがカバーした「にんげんっていいな」や、ザ・スターリンがカバーした「仰げば尊し」のようにアレンジした「蛍の光」パンクバージョン。
BEAT IT
マイケル・ジャクソンの代表曲をパンクアレンジしてカバーしたもの。
Born To Lose
楽が敬愛するジョニー・サンダースの代表曲。

## 書誌情報
- 浅田有皆『ウッドストック』新潮社〈BUNCH COMICS〉、全18巻
  1. 2008年7月9日発売[7]、ISBN 978-4-10-771406-0 / 表紙：楽
  2. 2008年10月9日発売[8]、ISBN 978-4-10-771424-4 / 表紙：椎奈
  3. 2009年1月9日発売[9]、ISBN 978-4-10-771449-7 / 表紙：サイ
  4. 2009年4月9日発売[10]、ISBN 978-4-10-771473-2 / 表紙：鈴音
  5. 2009年8月8日発売[11]、ISBN 978-4-10-771501-2 / 表紙：楽
  6. 2009年11月9日発売[12]、ISBN 978-4-10-771528-9 / 表紙：椎奈
  7. 2010年2月9日発売[13]、ISBN 978-4-10-771545-6 / 表紙：サイ
  8. 2010年4月9日発売[14]、ISBN 978-4-10-771559-3 / 表紙：鈴音
  9. 2010年8月9日発売[15]、ISBN 978-4-10-771582-1 / 表紙：楽
  10. 2011年1月21日発売[16]、ISBN 978-4-10-771608-8 / 表紙：椎奈
  11. 2011年8月9日発売[17]、ISBN 978-4-10-771630-9 / 表紙：サイ
  12. 2012年2月9日発売[18][19]、ISBN 978-4-10-771650-7 / 表紙：鈴音
  13. 2012年8月9日発売[20]、ISBN 978-4-10-771675-0 / 表紙：勝田
  14. 2012年11月9日発売[21][22]、ISBN 978-4-10-771685-9
  15. 2013年6月7日発売[23]、ISBN 978-4-10-771710-8
  16. 2013年11月9日発売[24]、ISBN 978-4-10-771726-9
  17. 2014年5月9日発売[5][25]、ISBN 978-4-10-771747-4
  18. 2014年10月9日発売[6][26]、ISBN 978-4-10-771779-5